# Franz Stromberger
Franz Stromberger (* 31. März 1806 in Dörfl, heute Teil von Gurk (Kärnten); † 5. September 1884 in Kleinglödnitz, heute Teil von Weitensfeld im Gurktal) war ein österreichischer Landwirt und Politiker.

## Leben
Stromberger  war der Sohn des Landwirts Peter Stromberger und dessen Ehefrau Hemma geborene Tamegger. Er war römisch-katholischer Konfession und heiratete am 30. Juni 1834 Maria Hauser (* 15. Januar 1812; † 28. April 1874). Aus der Ehe gingen vier Söhne und vier Töchter hervor.
Stromberger lebte als Landwirt und Realitätenbesitzer vulgo Pirker in Kleinglödnitz, Haus Nr. 4.
Er war Gemeinderat in Glödnitz. Vom 17. Juli 1848 bis zum 4. März 1849 war er Abgeordneter im Provisorischen Kärntner Landtag.